# Falce dacica
La falce dacica (falx in latino) era un'arma bianca manesca del tipo spada in uso ai Daci al tempo dell'Impero romano. Arma sviluppata a partire dalla romfaia dei Traci, aveva un'impugnatura in legno lunga circa tre piedi ed una lama in metallo ricurvo, affilato sul solo lato concavo, più o meno della medesima lunghezza.

## Storia
I Daci, popolazione trace stanziata nell'attuale Romania, avevano due tipi di falce da guerra:
- la falce da guerra ad una mano era molto simile al sica già in uso presso i Traci[1] e veniva chiamata in latino ensis falcatus, falcata (Ovidio, Metamorfosi[2]) o falx supina (Giovenale, Satire);
- la falce dacica vera e propria, una sorta di ibrido tra la spada e la picca, come il falcione basso-medievale o la nanghinata del Giappone feudale.

Al tempo della Conquista della Dacia da parte dell'imperatore Traiano, il pericolo per l'incolumità dei legionari costituito dalle falci dei daci costrinse l'esercito romano ad adottare particolari misure: l'elmo legionario venne rinforzato per proteggere il capo dalla letale falcata discendente e si diffuse la pratica di aggiungere alla corazza dei soldati, la lorica segmentata, delle protezioni per le braccia.
Diversi esemplari di falci da guerra a due mani ornano il basamento della Colonna di Traiano, monumento fatto erigere dall'optimus princeps per commemorare la sua vittoria sui daci. Il fregio che copre la colonna ci mostra però sempre dei guerrieri daci ritratti con lo scudo, il che esclude, per loro, l'uso della falce da guerra a due mani. Chi dei soldati brandisce una falce, ne brandisce una di piccole dimensioni, un sica. Il monumento fatto erigere da Traiano in Romania, per commemorare la sua vittoria sui daci nella Seconda Campagna Dacica (105 d.C.), il Tropaeum Traiani, mostra invece diversi guerrieri barbari armati con falci da guerra a due mani.

## Costruzione
La falce dacica aveva:
- un'impugnatura in legno lunga circa tre piedi;
- una lama in metallo ricurvo, affilato sul solo lato concavo, più o meno della medesima lunghezza.

L'uso di una simile arma, capace di infrangere il grande scutum dei legionari o di strapparlo via dalle mani dei nemici, richiedeva una notevole abilità ed una notevole forza fisica ma aveva l'ovvio inconveniente di privare chi la brandiva della difesa di uno scudo.

## Galleria d'immagini

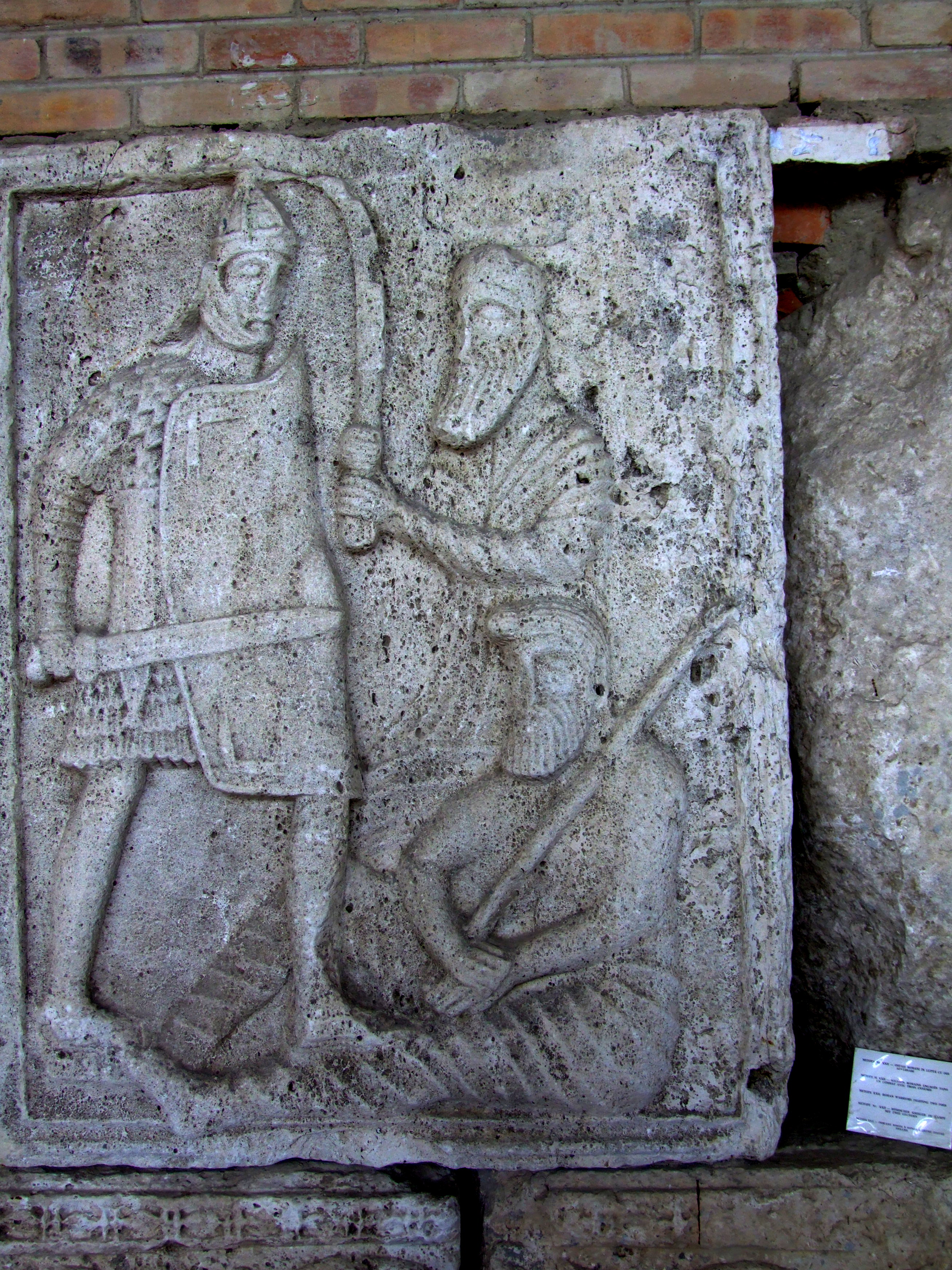
Tropaeum Traiani guerriero dace con falce da guerra
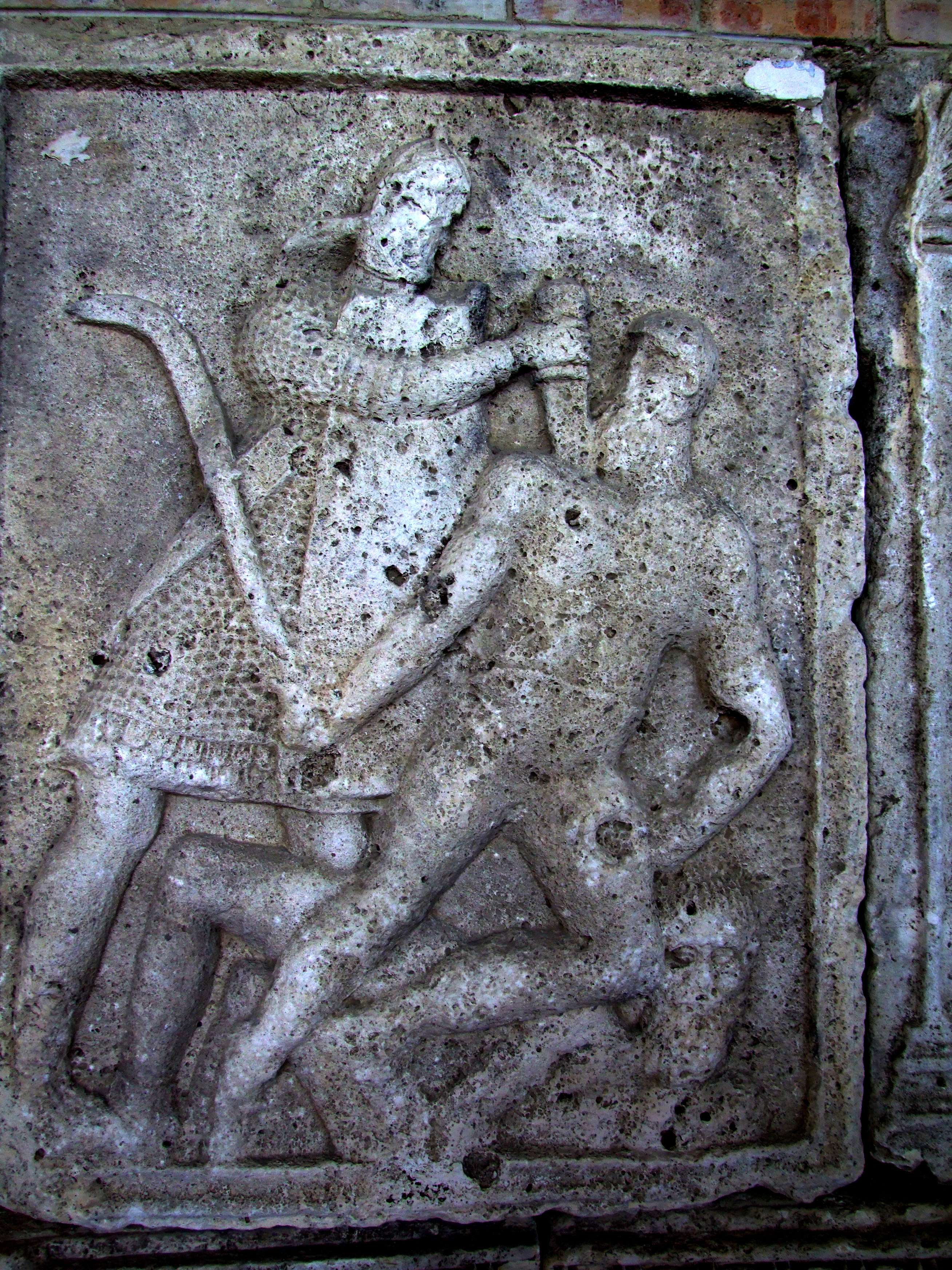
Tropaeum Traiani guerriero dace con falce da guerra
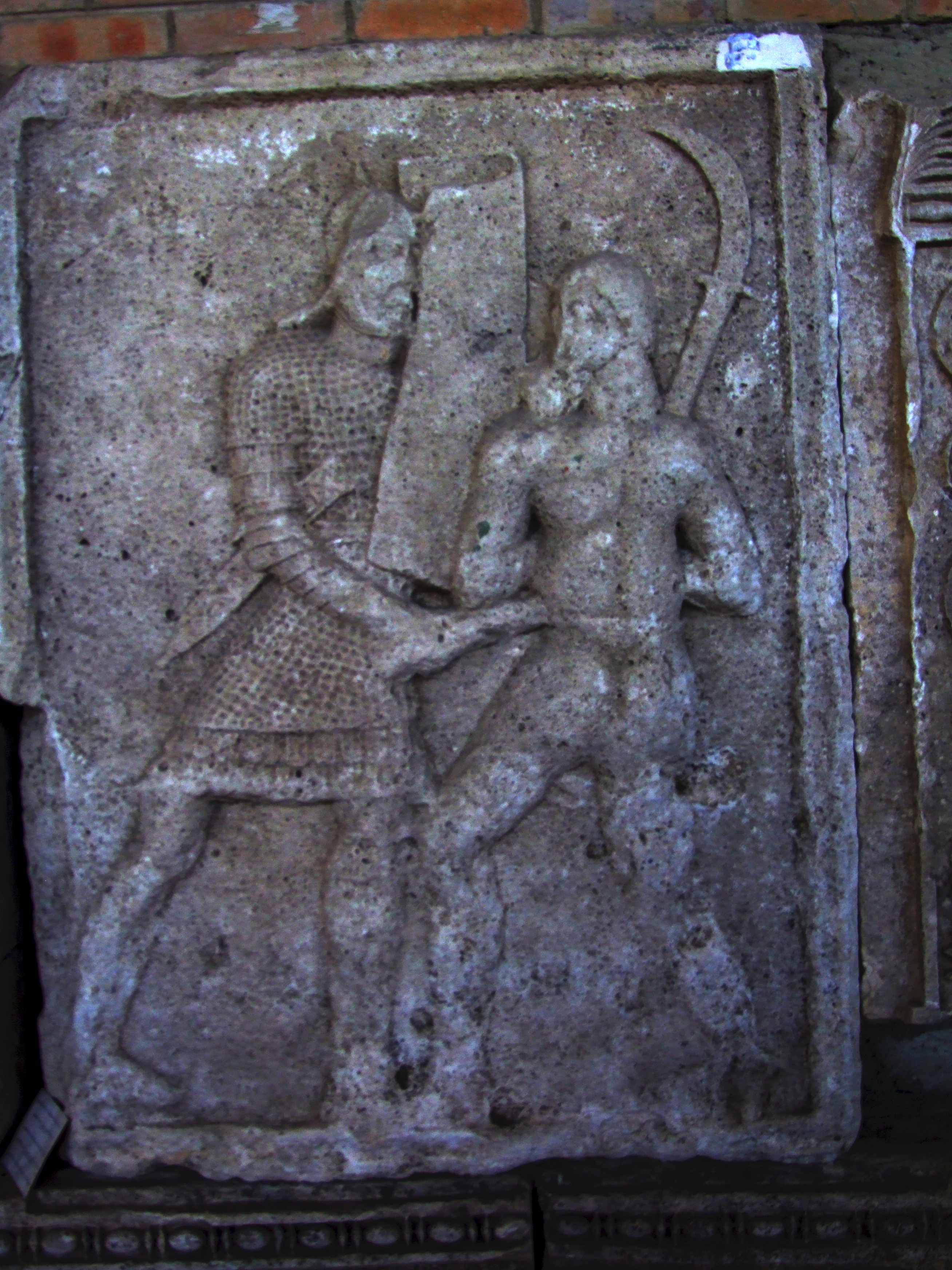
Tropaeum Traiani guerriero dace con falce da guerra
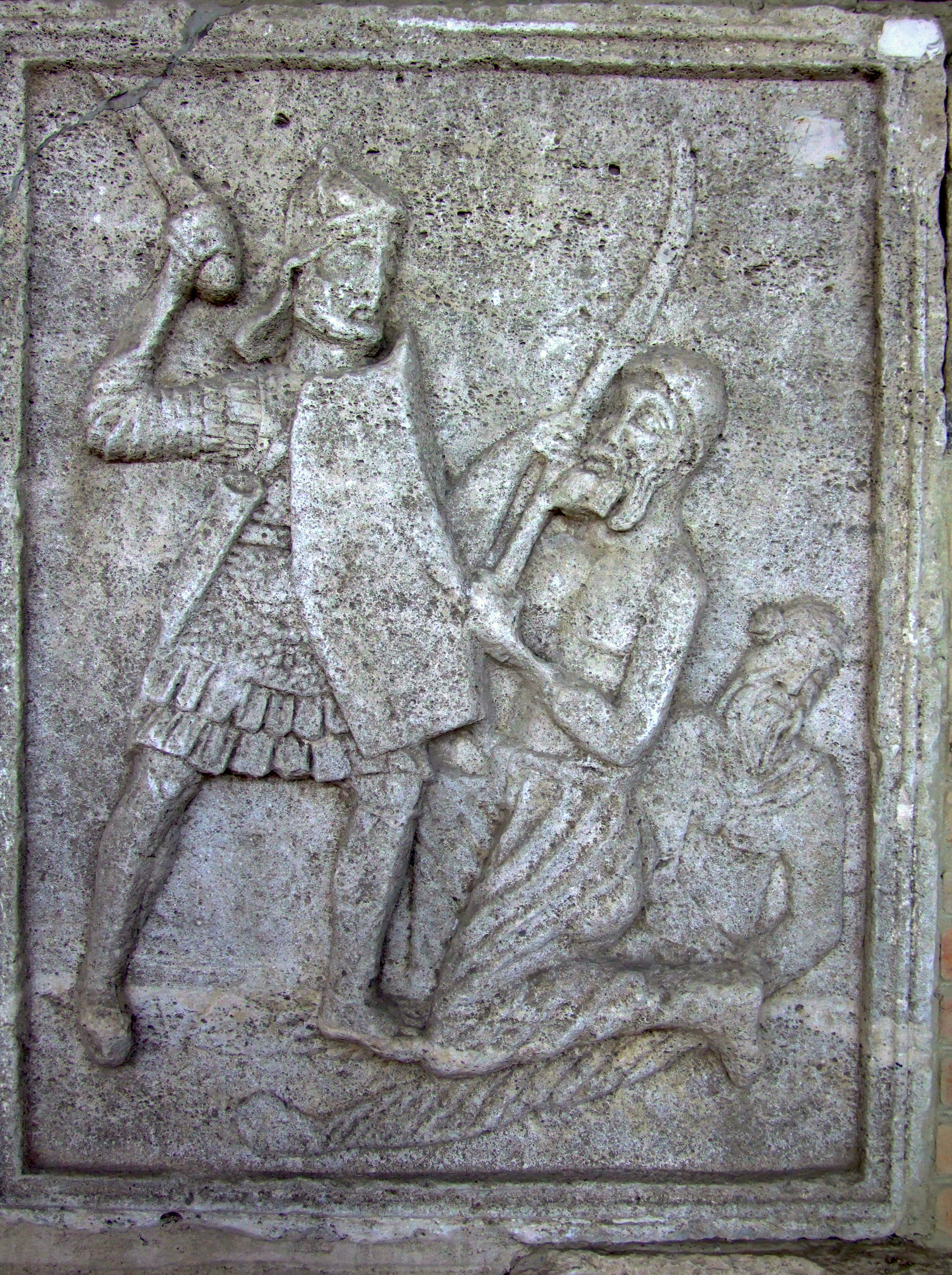
Tropaeum Traiani guerriero dace con falce da guerra
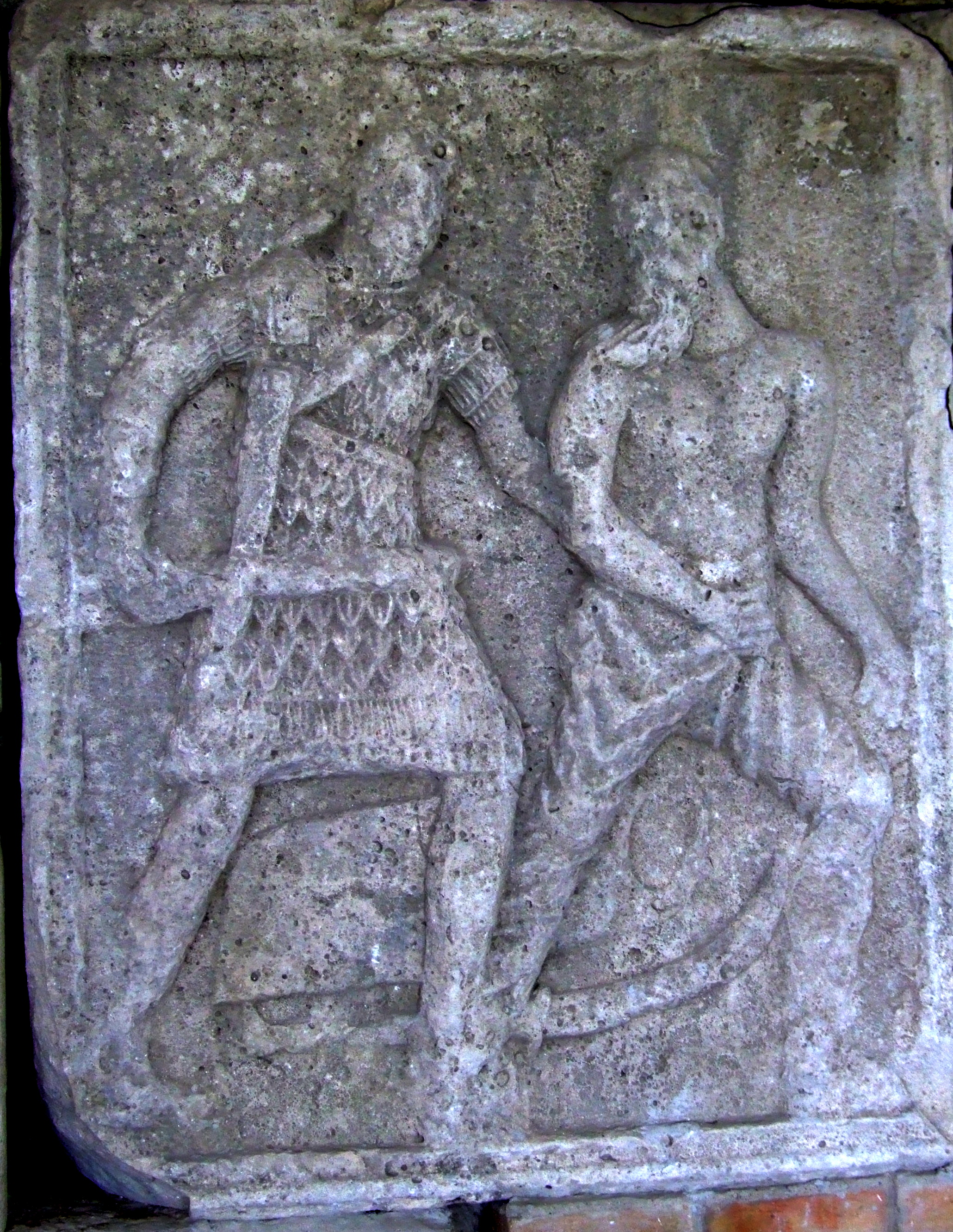
Tropaeum Traiani guerriero dace con falce da guerra
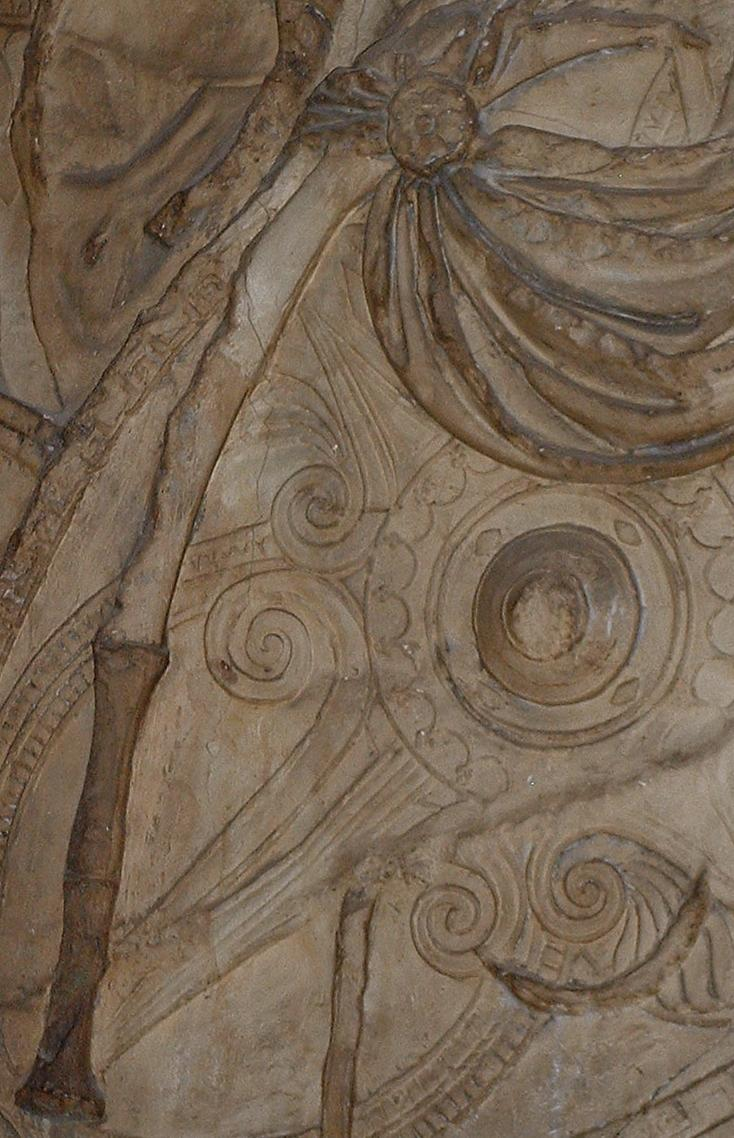
Falce da guerra nel piedistallo della Colonna di Traiano